# إسوبوغون
إسوبوغون هو جنس يضم 35 نوعا من الشجيرات ضعيفة النمو أساسا والدائمة الضعف في فصيلة البروطية المستوطنة في أستراليا. هي موجودة في جميع أنحاء أستراليا، على الرغم من أستراليا الغربية وحدها تضم الغالبية العظمى من هذه الأنواع، فهي تضم 27 من أصل 35 نوع. ويعرف هذا الجنس أيضا باسم عصي الطبل نظرا لشكل نوارتها.